# Benialí
Benialí és un poble valencià, que forma part del municipi de la Vall de Gallinera. L'ajuntament del municipi està en el seu nucli.

## Història
En documents antics apareix com a Benicalill, Benihalill, Benihalil, Benihalí, Bonielill o Benielí. Està documentat per primera vegada en el cens de l'any 1369. El nom actual prové del topònim Bani Jalil, pertanyent al d'una família àrab. El 1602 comptava amb 12 focs. Dos anys després de l'expulsió dels moriscos, el 10 de juny de 1611, a la plaça del poble el procurador del duc de Gandia, Mateu de Roda, lliurà davant del notari Pere Chella i amb la presència del centenar dels caps de família que venien a repoblar la vall, la Carta Pobla. En ella apareixen detallats els noms i cognoms de tots els repobladors mallorquins, la major part provinents d'Andratx. En l'actualitat es conserven alguns dels cognoms que portaren aquelles persones, com ara Alemany, Palmer, Verches (Berger) i Seguí, els quals són els més comuns a la vall actualment. El 1535 s'agregà a la parròquia d'Alpatró, i posteriorment a la de Benissivà.
A Benialí es pot visitar els seus carrers escarpats i l'arquitectura de les seues cases. El Camí Reial transcorre pel carrer d'Enmig, on es troben la font de Benialí o de la Concepció amb el seu llavador, i l'església de Sant Roc, patró del poble. També compta amb la cooperativa, on es troba l'almàssera on s'elabora l'oli de la vall. A Benialí es troba l'ajuntament de la Vall de Gallinera.